# 三省六部
三省六部制是中国古代的中央官制。三省指中书省、门下省、尚书省，六部指尚书省下属的吏部、户部、礼部、兵部、刑部、工部。每部各辖四司，共为二十四司。三省六部是自西汉以后长期发展形成的制度。其中尚书省形成于东汉（当时称尚书台），中书省和门下省形成于三国，目的在于分割和限制尚书省的权力。在发展过程中，组织形式和权力各有演变。至隋朝，隋文帝综合汉魏官制创立了五省六曹制，主要掌管中央政令和政策的制定、审核与贯彻执行，因避杨忠讳，改中书省为内史省。唐朝基本上沿用了隋朝的制度，并有所补充和发展，使其中央集权体制更加完善，因避李世民讳，改民部为户部。宋朝承唐制，但三省六部的主要职权都已转移至中書門下、樞密院、三司、審官院等机构，三省六部有名无实。辽朝设官同于宋制。金朝自海陵王以来只设一省六部，一省为尚书省，元朝在大多数时间内也只设一省六部，一省为中书省，而尚书省则只偶尔设置。明朝初年沿袭了元朝的一省六部，但于1380年罢中书省，分中书省之权归于六部。自此，六部取代了三省六部之制。此间六部制基本沿袭未改，对于三省制，各不同时期的统治者作过一些不同的调整和补充。三省六部制的特点在于分散了丞相及中央机构的权力，把相权“一分为三”，互相牵制；同时，又将尚书省权分六部，即限制了地方割据势力的产生和发展又推动部门牵制与机构运转，加强了皇权。此外，受到中國文化的影響，渤海國和朝鮮半島的高麗王朝也設置三省六部的制度。越南在脫離中國獨立之後，也模仿中國官制，設立了三省六部的官制。

## 三省
中书省（即隋朝的内史省）：长官为中书令（隋称内史令），副长官为中书侍郎（隋称内史侍郎），主要职官有中书舍人。就军国大事、重要官员的任免等事项，替皇帝起草诏旨，起草之责主要由中书舍人负担。是决策机构。
门下省：长官为侍中（隋称纳言），副长官为黄门侍郎（后改称门下侍郎），主要职官有给事中。负责审核朝臣奏章，复审中书诏敕，有认为不当者，可以驳回，称“封驳”，驳正之权主要由给事中掌握。是审议机构。
尚书省：长官为尚书令，实际不任命，副长官为左、右仆射。仆射之下有左右丞、左右司郎中、员外郎。尚书省设在宫外，总领六部。中书、门下发出的制敕，皆由尚书省转发到中央各部门及地方州县，或根据制敕精神，制定政令，下达有关部门。中央寺、监、百司等机构下达诸州的政令，也必须由本省发遣。是执行机构。

## 六部
各部长官称尚书（正三品），副为侍郎。六部各下設四司，合共二十四司，各司之长为郎中，副为员外郎，分别负责贯彻各种政令。
- 吏部：掌管全国官吏的任免、考核、升降、调动等事务。

- 户部（李世民登基前称民部，李世民登基后避讳）：掌管天下土地、户籍、赋税、财政收支等。

- 礼部：掌管国家典章法度、宫内红白事、祭祀学校、科举考试、接待外宾等事务。

- 兵部：掌管武将选用、军队训练、兵籍、军械、军令等。

- 刑部：掌管法律、刑狱事务等。

- 工部：掌管山泽、屯田、工匠、水利、交通、各项工程以及贵族的生活用品等。

## 特色

### 三省制的特色
- 相權三分：

中書省制定法令，門下省審核法令，尚書省執行法令；类似于当今社会立法、司法（违宪审核）与行政的三权分立，進而避免權相的產生。
- 集思廣益：

三省長官共同協商政務，既可收集思廣益之效，又可增加決策效率成本，提升施政效率，使相權難以獨大。
- 職掌分明：

三省職權按行政程序劃分，一切政令由構思草詔（中書）、審核（門下）至執行（尚書），都經由三省處理。
- 節制君權：

皇帝所頒政令，未經政事堂通過，不能施行；以相權節制君權，可補君主才幹之不足，类似现在的君主立宪制，但君权之削弱并不彻底。

### 唐代三省六部制之優點
- 三權分立：

唐宰相制無專政之弊。一度命令的頒發必須經過三省。其過程是先由中書省起草詔令，經門下省同意及副署，然後再交尚書省執行。而門下省對不當者，有權駁議。可見三省制把宰相職權劃分為三，既可將相權徹底分化，又可以互相牽制，避免權臣專政。
- 平衡君權：

中書省向朝廷提出建議，議好後便呈交皇帝檢察。當皇帝認可時，便在其中寫「可」，不同意則交回中書省。故此皇帝無提議權，只有贊同權。而皇帝簽「可」後，交門下省審查，若門下省同意，才交尚書省執行。任何政令未經中書、門下而發出者均屬違法。換句話說一切皇帝詔令，必經中書門下兩省。此對君權有一定的平衡作用。
- 設政事堂：

唐代不僅將原宰相的職權分由中書、門下、尚書三省共掌，而且太宗設立了政事堂，形成一套三省長官會議政事的制度。除三省長官外，其他較低的官員也可參加機務，只要在他的原有官銜下，加上一個「參議朝政」、「平章政事」或「同中書門下三品」、「同中書門下平章事」之名號，便有資格參加政事堂會議。因此通過集體議政，不單只解決互相間之爭執，而且審慎穩重，可收集思廣益之效，又可以彌補皇帝才幹之不足。
- 職務分明：

三省六部是一種比較健全的中央政制，不僅各部門職責有明確的規定，而由對員額也有嚴格限制，可謂分工明細、組織精密。
- 規模完備：

六部乃政府機關，而秦漢之九卿則是皇室的，從九卿轉變到六部，正是政府逐步脫離皇室獨立之證明，規模趨於完備。

### 唐代三省六部制之缺點
因為三省分別掌管對詔令的制定、審核與執行，使原來獨立的相權分屬三個部門，結果往往造成相互掣肘、職責混淆，雖有政事堂之設以協調矛盾，然並未能收到預期效果。即如《資治通鑑·唐紀》所云：「每議政之際，是非蠭起，上不能決也。」
唐代宰相又失之名稱過多，重床疊屋。「唐世宰相，名稱尤為不正」，除了中書令、侍中、尚書令等原三省長官外，後來尚書僕射、參議得失、參知政事等等，「其名非一，皆宰相職也」，往往造成「有宰相之職，而無宰相之權；有宰相之權，未必有宰相之責」的流弊，及至中唐以後，乃導致宦官擅政、牛李黨爭等弊政。